# 맥베스 부인

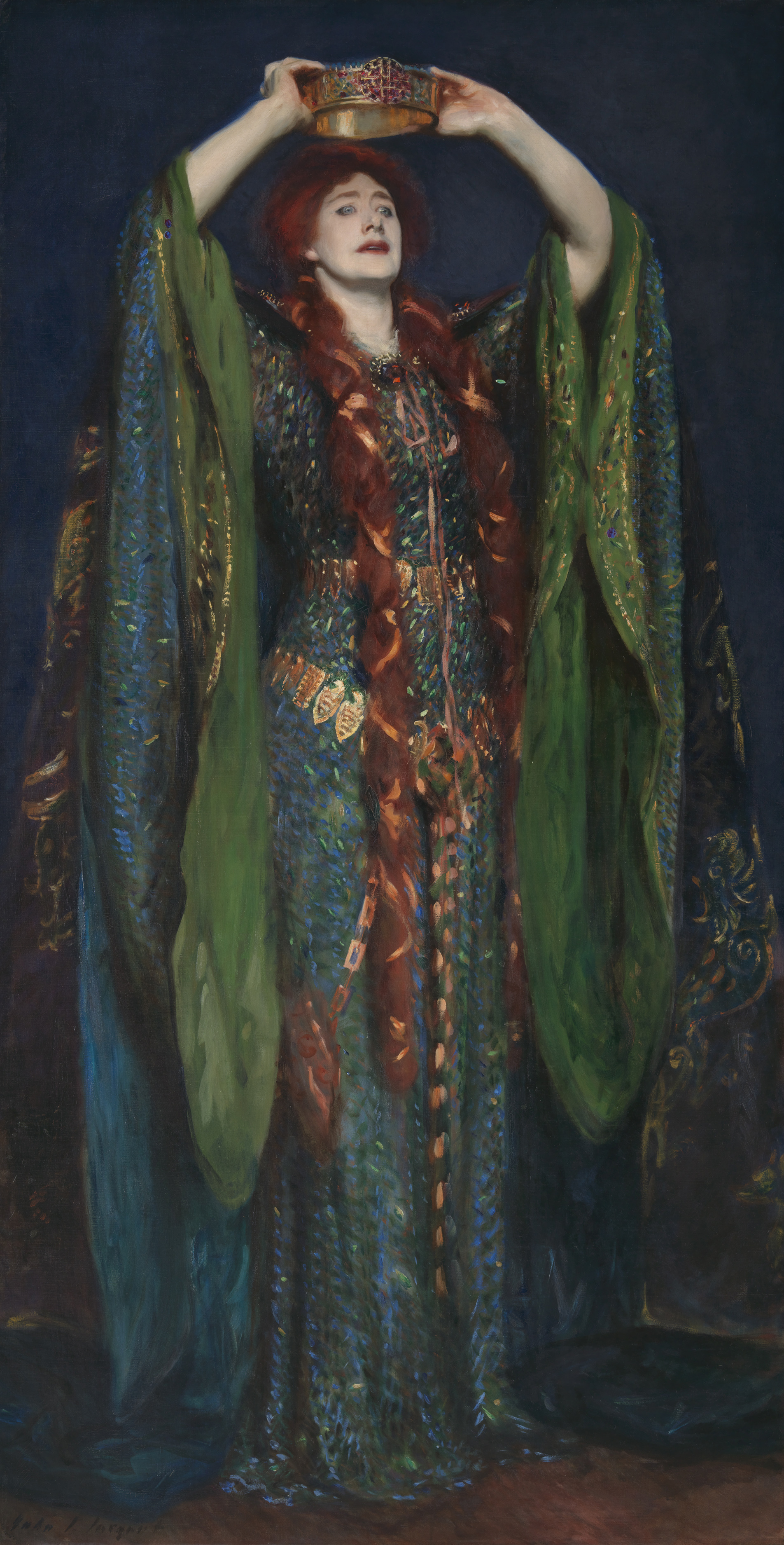
〈맥베스 부인을 연기하는 엘렌 테리〉. 싱어 사전트의 1889년 그림.

맥베스 부인(Lady Macbeth)은 윌리엄 셰익스피어의 희곡 『맥베스』의 주요 등장인물이다. 비극적 주인공 맥베스의 아내다. 맥베스 부인은 남편을 설득해 던컨 왕을 죽이게 만들고, 그로 인해 남편이 왕이 되자 자신은 왕비가 된다. 하지만 죄책감에 몽유병을 앓기 시작하더니 자살한다.
맥베스 부인은 실존인물 막 베하드 막 핀들라크 왕(맥베스의 모델)의 아내 그루오크 잉겐 베터가 모델로 만들어졌다.
맥베스 부인은 극중 강렬한 존재감을 과시하며, 1막과 2막에서 특히 그러하다. 하지만 정작 맥베스 부인은 남편에게 충동질만 했을 뿐, 던컨 시해 음모에 가담한 정도는 미미하다. 5막의 맥베스 부인의 몽유병 장면은 극의 전환을 상징하는 장면이다. 5막 후반에 맥베스 부인이 자살하자 남편 맥베스는 내일이 또 내일이 또 내일이 독백을 한다.
비평가들은 맥베스 부인에게서 남성성과 여성성의 충돌을 읽어낸다. 맥베스 부인은 여성성이라고 여겨지는 동정심, 모성, 취약성 같은 것을 억누르고, 남성성이라고 여겨지는 야망, 무자비함, 권력추구를 드러낸다. 하지만 그 결과 양심의 가책을 이기지 못하고 자살한다.